# アラク (バアリン部)
アラク・ノヤン（モンゴル語: Alaq noyan、中国語: 阿剌黒、生没年不詳）とは、13世紀初頭にモンゴル帝国に仕えたバアリン部出身の千人隊長。『元朝秘史』などの漢文史料では阿剌黒(ālàhēi)、『集史』などのペルシア語史料ではاراق(ārāq Nūyān)と記される。
後に第5代皇帝クビライの下で南宋攻略の総司令官を務めて著名となったバヤンの祖父として知られる。

## 概要
アラクはニチュグト・バアリン部の長のシルグエトゥ・エブゲンの息子として生まれ、弟にはナヤア・ノヤンがいた。
父のシルグエトゥ・エブゲンがそれまで仕えていたタイチウト氏を見限り、タルグタイ・キリルトクを捕虜としてチンギス・カンの下に帰参した時、アラクとナヤアの兄弟も父と行動をともにしていた。しかし、アラクにはナヤアのように父に助言した逸話などは伝えられていない。なお、アラクは『元史』によるとジャルグチ（断事官）の地位にあったという。
チンギス・カンに仕えて以後も、知略に長けた謀将として活躍するナヤアに対してアラクの活躍については史料上にほとんどあらわれてこない。しかし、1206年にモンゴル帝国が建国された際にはナヤアとともに千人隊長（ミンガン）に任ぜられ、『元朝秘史』の功臣表ではナヤア（32位）より上位（26位）に列せられている。なお、『集史』「チンギス・カン紀」の「千人隊長一覧」では何故かアラクの名を載せず、「アラク、ナヤアの親族」マンクル・トルカンの名前を載せる。そのため、「マンクル・トルカンがアラクの後を継いだ」とする説もあるが、これに否定的な意見も存在する。
1219年、ホラズム遠征が始まると、アラクはコンゴタン部のスイケトゥ・チェルビ、スルドス部のタガイ・バアトルとともに別働隊としてファナーカト攻略に派遣された。本来、東方からマーワラーアンナフルに向かうに進む際にはファナーカトを経由するルートが正規であり、アラクらの別働隊はオトラル経由で進むチンギス・カンの「本隊」から目をそらす陽動部隊としての役割を担っていたと考えられる。実際に、アラクはファナーカトを短期間で攻略した後もすぐにシル川を渡らず、続いてホジェンドを攻撃した。『元史』によると、ホジェンド攻略の功績によって、アラクはホジェンドを領地として与えられたという。

## 子孫
クビライに仕えたバヤンがアラクの子孫であることは諸史料の一致して伝える所であるが、その系譜については史料によってやや記述が異なる。
まず、『元史』巻127列伝14伯顔伝は「曾祖述律哥図（シルグエトゥ）－祖阿剌（アラク）－父暁古台（ヒャウグタイ）－伯顔（バヤン）」という系譜を記録する。同伝の記述によると、バヤンの父ヒャウグタイはフレグの西征に従軍していたという。
一方、『集史』「バアリン部族志」では「アラク・ノヤンには息子がおり、ココチュという名[である]。彼を[原文欠落]において、[原文欠落]の理由で処刑した。ココチュには息子がいた。バヤンという名で、分け前としてクビライ・カアンに与えられていた……」と記され、「アラクーココチューバヤン」という系図が記録されている。
また、『集史』とは別の史料源を持つ『ワッサーフ史』はバヤンの父の名をhīūgutāと記し、『元史』の暁古台(xiǎogŭtái)と一致する。フレグの西征に加わったヒャウグタイ、処刑されたココチュの関係は不明である。